# Chen Xiaowang

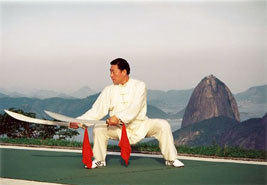
Chen Xiaowang – Doppelsäbel-Form (Shuang Dao), Rio 2003

Chen Xiaowang (chinesisch 陳小旺 / 陈小旺, Pinyin Chén Xiǎowàng; * 1946, Chenjiagou, Provinz Henan, China), 19. Generation der Chen-Familie in Chenjiagou, Henan, ein Hauptvertreter des Chen-Stils der inneren Kampfkunst Taijiquan.

## Sportliche Karriere
Chen Xiaowang erlebte im Kindesalter noch seinen berühmten Großvater Chen Fake. Er lernte seit seinem achten Lebensjahr Taijiquan, zunächst bei seinem Vater Chen Zhaoxu, dann bei Chen Zhaopi und Chen Zhaokui (siehe Artikel über Chen Fake). Chenjiagou war damals noch ein verschlafenes Nest im chinesischen Hinterland. Doch als die Japaner begannen, sich für Taijiquan zu interessieren, forschten sie auch nach den Ursprüngen dieser Kampfkunst und kamen so schließlich nach Chenjiagou, wo ihnen unter anderem auch der gut dreißigjährige Chen Xiaowang als führender Meister und Erbe der Familientradition vorgestellt wurde.
Diesen machte der Besuch der Japaner nachdenklich, da Japan selbst über eine lange und reiche Tradition der Kampfkünste verfügt. Chen Xiaowang wollte der Welt die überragende Tiefe des Taijiquan unter Beweis stellen, und so stockte er sein tägliches Trainingspensum noch einmal erheblich auf. Durch bis zu über dreißig Formdurchläufe pro Tag und starkes Augenmerk auf die grundlegende Strukturarbeit erarbeitete er sich ein hohes Niveau.
Er systematisierte die grundlegenden Übungen des Chen-Stils. So entwickelte er eine eigene Form der „Stehenden Säule“ – Zhanzhuang und stellte zwei eigene Sätze von „Seidenübungen“ – Cansigong zusammen. Auch entwickelte er Kurzformen mit 9, 19 und 38 Figuren.
1994 gründete er zusammen mit seinem Schüler Jan Silberstorff die World Chen Taijiquan Association WCTA (世界陳小旺太極拳總會 / 世界陈小旺太极拳总会) und deren deutschen Ableger, die WCTAG.
Chen Xiaowang ist heute ständig auf Reisen, um authentisches Taijiquan in der gesamten Welt zu verbreiten.